# کتلین استارک
کتلین استارک یک شخصیت داستانی در مجموعه رمان‌های فانتزی ترانه یخ و آتش اثر نویسنده آمریکایی جرج آر. آر. مارتین و اقتباس تلویزیونی آن بازی تاج‌وتخت است. وی همسر ند استارک می‌باشد.

## توضیحات شخصیت
کتلین استارک، بانوی وینترفل، همسر لُرد ادارد استارک می‌باشد. او دختر لرد سرزمین‌های رودخانه و خواهر بزرگتر لایسا اَرِن (بانوی درهٔ اَرِن) و اِدمور تالی است. پس از اینکه گمان می‌رود لنیسترها مسئول توطئه چینی برای کشتن پسرش برن استارک هستند، کتلین به مقر فرمانروایی می‌رود تا به شوهرش ند در این مورد هشدار دهد. در راه بازگشت به صورت اتفاقی با تیریون لنیستر روبرو می‌شود. او تصمیم می‌گیرد تا تیریون را اسیر کند چون فکر می‌کند که او در توطئه برای قتل پسرش نقش داشته‌است؛ در حالی که تیریون در این موضوع کاملاً بی گناه است. کتلین او را به خواهرش، لایسا ارن، تحویل می‌دهد تا عدالت در موردش اجرا شود ولی چنین نمی‌شود زیرا تیریون پس از یک محاکمه با اجرای یک مبارزه آزاد می‌شود. پس ازاین که همسر کتلین، ادارد استارک دستگیر می‌شود، راب پسر بزرگشان برای رهایی پدرش وارد جنگ می‌شود و کتلین به پسرش می‌پیوندد. به محض شنیدن این خبر که ادارد استارک به دستور شاه جافری اعدام شده‌است، کتلین به پسرش راب قول می‌دهد که لنیسترها بهای این کارشان را با خونشان پرداخت خواهند کرد. در فصل دوم، کتلین به پسرش در شورش علیه لنیسترها با راهنمایی او و تلاش برای برقراری پیمان‌های دوستی بر ضد لنیسترها کمک می‌کند. در طول تلاش‌ها برای بستن یکی از این پیمان‌ها با رنلی براتیون، یکی دیگر از مدعیان تخت آهنین، کتلین پس از به قتل رسیدن رنلی، برینِ تارث را به عنوان یک سرباز به خدمت می‌گیرد. در فصل سوم بعد از مدتی کتلین برای اینکه راب پسر بزرگش از ازدواج با دختر والدر فری سر باز زده بود برای طلب بخشش و متقاعد کردنش برای جنگ با لنیسترها به‌همراه برادر، عمو و پسر بزرگش به قلمرو فری می‌رود. والدر فری در ابتدا خیانت راب را می‌بخشد و به‌جای او دایی راب یعنی برادر کتلین را به عقد یکی از دخترهایش درمی‌آورد. اما بعد از اینکه عروس و داماد برای مراسم شب زفاف به اتاق خود می‌روند والدر فری به‌همراه سِر بولتون به کتلین و راب و همراهانشان حمله و همه را در جا می‌کشند تا وفای عهد خود به لنیسترها را به‌جای آورد. این واقعه به عروسی خونین معروف می شود.